# Lalas Abubakar
Alhassan Abubakar, detto Lalas (Kumasi, 25 dicembre 1994), è un calciatore ghanese, difensore del FC Dallas.

## Statistiche

### Presenze e reti nei club
Statistiche aggiornate al 6 ottobre 2018.
| Stagione             | Squadra              | Campionato           | Campionato | Campionato | Coppe nazionali | Coppe nazionali | Coppe nazionali | Coppe continentali | Coppe continentali | Coppe continentali | Altre coppe | Altre coppe | Altre coppe | Totale | Totale | Totale |
| Stagione             | Squadra              | Comp                 | Pres       | Reti       | Comp            | Pres            | Reti            | Comp               | Pres               | Reti               | Comp        | Pres        | Reti        | Pres   | Reti   |        |
| -------------------- | -------------------- | -------------------- | ---------- | ---------- | --------------- | --------------- | --------------- | ------------------ | ------------------ | ------------------ | ----------- | ----------- | ----------- | ------ | ------ | ------ |
| 2017                 | Columbus Crew        | MLS                  | 7+3        | 1          | USOC            | 0               | 0               | -                  | -                  | -                  | -           | -           | -           | 10     | 1      |        |
| 2018                 | Columbus Crew        | MLS                  | 22         | 1          | USOC            | 1               | 0               | -                  | -                  | -                  | -           | -           | -           | 23     | 1      |        |
| Totale Columbus Crew | Totale Columbus Crew | Totale Columbus Crew | 29+3       | 2          |                 | 1               | 0               |                    | -                  | -                  |             | -           | -           | 33     | 2      |        |
| Totale carriera      | Totale carriera      | Totale carriera      | 29+3       | 2          |                 | 1               | 0               |                    | -                  | -                  |             | -           | -           | 33     | 2      |        |